# James Cooley
James Cooley (Nueva York, 18 de septiembre de 1926-Huntington Beach, 29 de junio de 2016) fue un matemático estadounidense.

## Biografía
En 1949, se licenció en la Universidad de Manhattan. En 1951, ingresó a la Universidad de Columbia, recibiendo la maestría en Matemática y el doctorado en Matemáticas aplicadas en 1961. Cooley fue un pionero en la señal numérica que procesa un campo del desarrollo en la transformada rápida de Fourier (FFT). Este campo se utiliza en estudios atmosféricos y analiza las señales enviadas desde el espacio exterior a la Tierra por la famosa antena del radiotelescopio de Arecibo (Puerto Rico). Desarrolló el FFT con teoría y usos comunes matemáticos y la hizo más disponible para los científicos dirigiendo e ideando nuevos tipos de algoritmos. En materia de informática aplicó la cristalografía con sus innovaciones en algoritmos en serie.

## Algunas publicaciones
- An algorithm for the machine calculation of complex Fourier series (1965).
- Fast Approximate Subspace Tracking (FAST) (1997).
- Two Algorithms for Fast Approximate Subspace Tracking (1999).
- A Subspace Tracking Algorithm Using the Fast Fourier Transform (2004).